# Јован Марјановић (историчар)
Јован Марјановић (Београд, 10. април 1922 — Београд, 12. март 1981) био је историчар, учесник Народноослободилачке борбе, друштвено-политички радник СР Србије и редовни професор Филозофског факултета у Београду.

## Биографија
Рођен је 10. априла 1922. године у Београду, где је завршио основну школу и Другу београдску гимназију. Године 1941. припремао се за упис студија електротехнике на Техничком факултету у Београду, али је његове планове омео почетак Другог светског рата у Југославији.
Априла 1941. постао је члан Комунистичке партије Југославије (КПЈ) и од исте године био учесник Народноослободилачког рата. По одлуци Централног комитета КП Југославије, крајем рата је отишао на школовање на Вишој партијској школи у Москви и на рад при Централном комитету СКП(б). Након доношења Резолуције Информбироа, 1948. вратио се у Југославију. Од 1948. до 1950. био је начелник Историјског одељења ЦК КПЈ и истовремено професор на Вишој партијској школи Ђуро Ђаковић од 1948. до 1953. године. Директор Државног архива ФНРЈ био је од 1953. до 1957. године.
Завршио је економију и историју на Универзитету у Београду, где је 1962. докторирао на тему Устанак и Народноослободилачки покрет у Србији 1941. Од 1958. био је сарадник и руководилац Историјског одељења Института друштвених наука. Од 1962. је био ванредни, а од 1968. редовни професор Филозофског факултета у Београду. Предавао је Историју 20. века на Катедри за историју, а 1979. је био оснивач Катедре за Историју Југославије, где је радио као предавач. Заједно са др Васом Чубриловићем био је сарадник на Балканолошком институту.
Биран је за члан Централног комитета Савеза комуниста Србије и његовог Извршног комитета. Крајем маја 1968. на проширеној седници Извршног комитета ЦК СК Србије, приликом расправе о националном питању, заједно са књижевником Добрицом Ћосићем, критиковао је националну политику СКЈ и указао на појаву масовног исељавања Срба са Косова и Метохије због угрожене безбедности и отпуштања са посла. Остатак седнице протекао је у осуди Ћосићевих и Марјановићевих излагања, а Централни комитет је усвојио и посебне закључке у којима је осудио излагања Ћосића и Марјановића. Након тога, чланство Марјановића и Ћосића у Централном комитету је дефакто постало замрзнуто.
Био је дугогодишњи уредник Југословенског историјског часописа и часописа Наша стварност. Истраживао је историју Другог светског рата, нарочито устанак у Србији 1941. и Равногорски покрет Драже Михаиловића, при чему се његова докторска дисертација сматра прекретницом у историографији о Другом светском рату у Југославији.
Умро је 1981. године у Београду после дуге болести.
Носилац је Партизанске споменице 1941. и других југословенских одликовања, међу којима су — * Орден заслуга за народ другог реда, Орден братства и јединства другог реда, Орден за храброст и Орден партизанске звезде трећег реда.

## Списатељски рад
Радио је и као уређивач и приређивач лексикона, енциклопедија и школских уџбеника. Објавио је велики број књига и радова на тему Народноослободилачког покрета у Југославији 1941-1945, а најзначајније су:
- Народноослободилачки покрет у Србији 1941, Београд, 1961.
- Прилози за историју сукоба НОП и четника - Зборник радова за Историју XX века, Београд, 1962.
- Устанак и НОБ у Србији 1941-1945, Београд, 1963.
- Ослободилачки рат и народна револуција, Београд, 1964.
- Четничко-немачки преговори 1941. у селу Дивци, Зборник радова Филозофског факултета у Београду, Београд (1968). стр. 497-516.
- Политичке странке и модерне државе, Београд, 1970.
- Други светски рат, Београд, 1973.
- Тајна и јавна сарадња четника са окупатором 1941-1945 (архивска грађа), Београд, 1976.
- Дража Михаиловић између Британаца и Немаца (први том), Београд, 1979.